# What’s New?
What’s New? ist ein Popsong von 1939 mit einem Text von Johnny Burke, der von Bob Haggart komponiert wurde. Er entwickelte sich zum Jazzstandard.

## Entstehung und Kennzeichen des Songs
Die 32-taktige Ballade What's New? (im mäßig langsamen Tempo und der Liedform AABA) basiert auf dem von Bob Haggart komponierten Instrumentalstück I’m Free aus dem Jahr 1938, das er als Mitglied von Bob Crosbys Orchester geschrieben hatte. Das Stück war mit einem Trompetensolo versehen, das das damalige Bandmitglied Billy Butterfield herausstellte; Bob Crosbys Orchester nahm I’m Free im Oktober 1938 auf.
Die Melodie fasziniert in ihrer „raffinierten Einfachheit“, wobei der B-Teil beinahe eine Transposition des A-Teils auf die Subdominante ist. Und obgleich das Stück in Dur verfasst ist, „hat man ständig das Gefühl, Moll zu hören.“
Im folgenden Jahr kam der Musikverlag Warner-Chappell, der die Komposition verlegt hatte, zu der Einschätzung, dass das Stück als Gesangsnummer Hitpotential hätte. Daher wurde Liedtexter Johnny Burke beauftragt, einen Text für die Komposition zu schreiben. Burkes Text nahm Bezug auf eine Unterhaltung zwischen einem ehemaligen Liebespaar: Man sieht den ehemaligen Liebespartner erstmals nach der Trennung wieder, erkundigt sich nach dem Befinden und gesteht zum Abschied, dass immer noch Liebe vorhanden ist. Nach der ersten Liedzeile – What’s New? – wurde der Song neu benannt.

## Wirkungsgeschichte als Popsong
Mit dem neuen Titel wurde er 1939 von Bob Crosby & His Orchestra mit der Bandvokalistin Teddy Grace eingespielt und erreichte Platz 10 der amerikanischen Charts. Weitere erfolgreiche Versionen nahmen im selben Jahr Hal Kemp und sein Orchester mit dem Vokalisten Nan Wynn auf, der auf Platz 11 der Hitparade stieg, ferner Benny Goodman und sein Orchester mit der Sängerin Louise Tobin, der auf Platz 7 kam. Die Version von Bing Crosby, ebenfalls aus dem Jahr 1939, gelangte auf den zweiten Platz der amerikanischen Charts.
Linda Ronstadt machte das Lied zum Titelsong ihres ersten Albums mit Standards (1983); für die Arrangements erhielt Nelson Riddle einen Grammy als Bestes Instrumentalarrangement zur Gesangsbegleitung.

## Entwicklung zum Jazzstandard
Nach seiner ersten Aufnahme durch die populären Swingband erfuhr er ab den 1950er Jahren erneute Popularität durch die Versionen von Helen Merrill/Clifford Brown (1954), Ella Fitzgerald (1957), Frank Sinatra (1958), ferner von Billie Holiday (1955, mit Benny Carter), Louis Armstrong (mit Oscar Peterson), Betty Carter, Carmen McRae, Ana Paula Lopes und Karrin Allyson. Aber auch Instrumentalversionen wurden eingespielt: Das Stück blieb nicht nur ein Show-Case für Trompeter wie Clifford Brown (1955), Jack Sheldon oder Chet Baker (1979), sondern wurde auch von Stan Getz (1950), von Serge Chaloff, von Bobby Jaspar (1956 mit Tommy Flanagan), von Sonny Rollins, von Larry Coryell und von Jeremy Steig (1969 mit Bill Evans) eingespielt.

### Neuer Text
Die Originalmelodie von I’m Free wurde in den 1990er Jahren von der australische Sängerin Catherine O’Brien mit einem neuen Text versehen; sie behielt dabei den Titel I'm Free bei.
I’m free
You’ve said goodbye and I’m free